# Arbeitskreis Militärgeschichte
Der Arbeitskreis Militärgeschichte e. V. (AKM) ist ein 1995 gegründetes Forschungsnetzwerk in Form eines eingetragenen Vereins für interdisziplinäre Kriegs- und Militärgeschichte. Der Sitz ist in Freiburg im Breisgau. Die Geschäftsstelle ist beim Institut für Europäische Geschichte der Technischen Universität Chemnitz.

## Zweck und Organisation
Der militärhistorische Verein wurde nach dem Deutschen Historikertag in Leipzig 1994 zunächst als lose Arbeitsgruppe und schließlich im Oktober 1995 als eingetragener Verein gegründet und soll „zur Entwicklung dieses aktuellen und wichtigen Feldes der Geschichtswissenschaft beitragen, das an deutschsprachigen Universitäten, institutionell kaum vertreten ist“.
In der wissenschaftlichen Arbeit werden mehrere Bereiche der Geschichtswissenschaft wie politik-, institutions, wirtschafts-, sozial, kultur- und geschlechtergeschichtliche integriert. Der Focus liegt auf dem späten 19. und 20. Jahrhundert. Neben jährlichen Mitgliederversammlungen organisiert der Kreis seit 1997 Jahrestagungen mit unterschiedlicher Themensetzung und Workshops als Gespräche mit innovativer Signalwirkung in Deutschland und dem Vereinigten Königreich.
Unter den Veranstaltungen sind auch die Kolloquien 2010 und 2012 in Zusammenarbeit mit dem wissenschaftlichen Beirat zur Verleihung des Werner-Hahlweg-Preises, dem Bundesamt für Wehrtechnik und Beschaffung, dem Deutschen Komitee für die Geschichte des Zweiten Weltkrieges, dem Militärgeschichtlichen Forschungsamt, dem Arbeitskreis Militär und Gesellschaft in der Frühen Neuzeit und dem Lehrstuhl für  Militärgeschichte/Kulturgeschichte der Gewalt der Universität Potsdam.
Er gilt neben dem Arbeitskreis Historische Friedens- und Konfliktforschung (AKHF) und dem Arbeitskreis Militär und Gesellschaft in der Frühen Neuzeit (AMG) zu den wichtigsten Arbeitskreisen für Militärgeschichte im deutschsprachigen Raum.
Der Verein hat (Stand 2017) über 500 Mitglieder, darunter bekannte Historiker wie Christian Koller, Frank Becker, Thomas Kühne, Michael Epkenhans, Christian Th. Müller, Sönke Neitzel, John Zimmermann, Jost Dülffer, Gundula Bavendamm, Roger Chickering oder auch Christian T. Petersen. Dem amtierenden Vorstand (seit 2017) gehören Martin Clauss (1. Vorsitzender), Christoph Rass (2. Vorsitzender), Peter M. Quadflieg (Schatzmeister), Wencke Meteling (Schriftführerin), Christoph Nübel, Gundula Gahlen und Alaric Searle (Beisitzer) an. Ehrenvorsitzende sind Stig Förster (seit 2017) und Gerd Krumeich.
Bisherige Vorsitzende des Arbeitskreises Militärgeschichte waren:
- 1995–2002: Wilhelm Deist
- 2002–2017: Stig Förster
- seit 2017: Martin Clauss

## Wilhelm-Deist-Preis für Militärgeschichte
Der Nachwuchs im Forschungsbereich wird im deutschsprachigen Raum seit 2006 durch den Wilhelm-Deist-Preis für Militärgeschichte gefördert, der auf den ehemaligen „Leitenden Historiker“ am Militärgeschichtlichen Forschungsamt (MGFA), Wilhelm Deist, zurückgeht. Dieser war auch Vorsitzender und Ehrenvorsitzender (2002–2003) des Vereins. Seit 2005 ist Gerd Krumeich Ehrenvorsitzender. Der Preis wird jährlich für überdurchschnittliche geschichtswissenschaftliche Abschlussarbeiten verliehen, die der Dissertation vorgelagert sind. Zu den bisherigen Preisträgern zählen u. a. Peter M. Quadflieg (2007) und Christoph Nübel (2008). Zu den Jurymitgliedern gehören u. a. Stig Förster aus Bern und Sönke Neitzel aus Potsdam.

## Publikationen (Auswahl)
Von 1995 bis 2011 erschien viermonatlich die Zeitschrift newsletter, die in Zeitschriftendatenbanken archiviert wird.
Folgende Arbeiten sind in Verbindung mit dem Arbeitskreis Militärgeschichte e. V. entstanden bzw. herausgegeben worden, darunter Bände der mehrteiligen Schriftenreihe Krieg in der Geschichte des Verlages Ferdinand Schöningh:
- Rüdiger Overmans (Hrsg.): In der Hand des Feindes. Kriegsgefangenschaft von der Antike bis zum Zweiten Weltkrieg. Böhlau, Köln u. a. 1999, ISBN 3-412-14998-5.
- Thomas Kühne, Benjamin Ziemann (Hrsg.): Was ist Militärgeschichte? (= Krieg in der Geschichte, Band 6). Schöningh, Paderborn u. a. 2000, ISBN 3-506-74475-5.
- Karen Hagemann, Stefanie Schüler-Springorum (Hrsg.): Heimat – Front. Militär- und Geschlechterverhältnisse im Zeitalter der Weltkriege (= Reihe Geschichte und Geschlechter, Band 35). Campus, Frankfurt am Main u. a. 2001, ISBN 3-593-36837-4.
- Günther Kronenbitter, Markus Pöhlmann, Dierk Walter (Hrsg.): Besatzung. Funktion und Gestalt militärischer Fremdherrschaft von der Antike bis zum 20. Jahrhundert (= Krieg in der Geschichte, Band 28). Schöningh, Paderborn 2006, ISBN 3-506-71736-7.
- Sönke Neitzel, Daniel Hohrath (Hrsg.): Kriegsgreuel. Die Entgrenzung der Gewalt in kriegerischen Konflikten vom Mittelalter bis ins 20. Jahrhundert (= Krieg in der Geschichte, Band 40). Schöningh, Paderborn 2008, ISBN 978-3-506-76375-4.
- Markus Pöhlmann, Ulrike Ludwig, John Zimmermann (Hrsg.): Ehre und Pflichterfüllung als Codes militärischer Tugenden (= Krieg in der Geschichte, Band 69). Schöningh, Paderborn 2014, ISBN 978-3-506-77312-8.
- Kerstin von Lingen, Klaus Gestwa (Hrsg.): Zwangsarbeit als Kriegsressource in Europa und Asien (= Krieg in der Geschichte, Band 77). Schöningh, Paderborn u. a. 2014, ISBN 978-3-506-77727-0.